# Daniel Pinilla

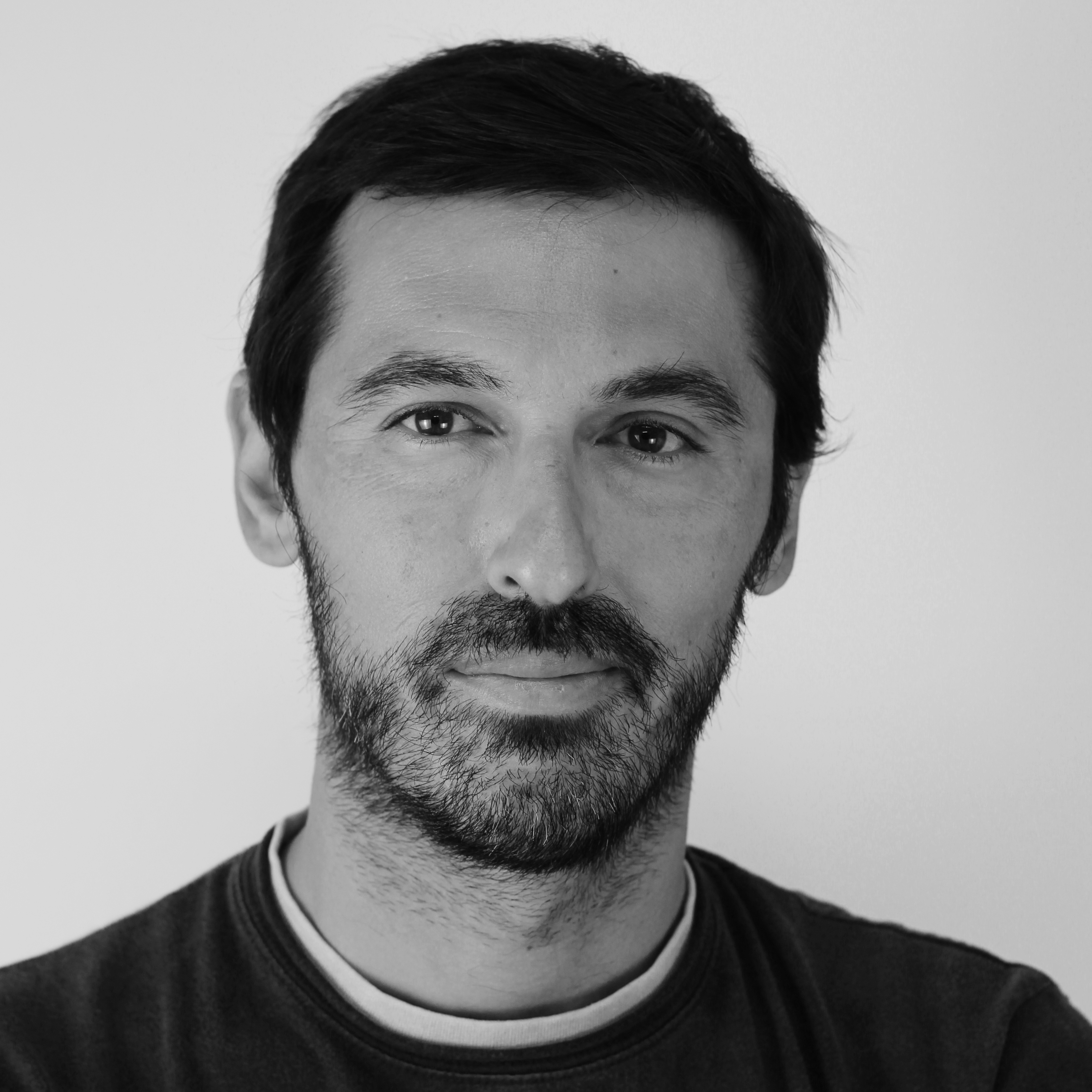
Daniel Pinilla

Daniel Pinilla Gómez (Sevilla, España, 1974) es un periodista, escritor y editor español que en los últimos años ha dirigido Editorial Samarcanda y Editorial Guantanamera, ambas enmarcadas en la empresa Lantia Publishing. Como autor, además de colaborar en diversas antologías, Pinilla ha publicado más de media decena de libros y ha sido traducido a diversos idiomas, especializándose en la literatura de viajes con obras como Polifemo vive al Este, Operación Malinche y Hasta el mojito siempre, todas con un alto valor periodístico que le han dado pie a firmar crónicas por medio mundo, incluidos escenarios de conflictos bélicos, países no reconocidos por la comunidad internacional, como Transnistria, y acontecimientos de trascendencia histórica, como la visita de Barack Obama a Cuba.
Igualmente, también ha publicado, con aplaudidoras críticas, El método Monchi un libro que condensa el sistema de trabajo de Monchi y que es usado como manual del éxito futbolero en particular y empresarial en general, tras haber sido imprimido en diversas lenguas. En junio de 2018 sale a la luz su obra Expaña. Crónica de un viaje por las costuras de la Piel de Toro, donde desentraña los problemas españoles de identidad nacional a través de un relato viajero que da voz a posturas antagónicas mientras explora confines simbólicos y olvidados del país. El 21 de septiembre de 2019, después de que Pinilla superase de forma satisfactoria una intervención quirúrgica por la aparición de un tumor cerebral, Expaña se alza con el segundo premio como mejor libro de viajes del año en los Latino Book Awards, en una ceremonia celebrada en Los Ángeles City College, California. 
Al finalizar 2019, Pinilla se estrena como autor de ficción con la publicación de su primera novela, titulada Contenido subversivo, cumpliendo así una promesa hecha a sí mismo consistente en finalizar la redacción de la obra en el plazo previsto pese a estar sometido a radio y quimioterapia. Este volumen es una vibrante novela negra que trata sobre los libros prohibidos en Cuba y el control de la cultura, basada en hechos reales y cuya publicación produjo un gran impacto mediático. En noviembre de 2020 publica Qué aprendes cuando te abren la cabeza, unas memorias oncológicas en las que narra la enseñanza que le supuso haberse enfrentado a un proceso que te pone al límite de tu resistencia física y mental. Toda una proeza literaria. También en 2020 publica el álbum ilustrado García for president, enfocado a la población hispana de Estados Unidos. En 2021 vuelve a la carga con La Marcha Negra una novela polémica que plantea la posibilidad cierta de que se produzca una revolución en África a gran escala. La publicación levantó polvareda con un análisis geoestratégico políticamente incorrecto. Unos meses más tarde, en febrero de 2022, propone una nueva obra de ficción de notable controversia: El Experimento Negacionista. Se trata de una novela de Filosofía Política, valiente y que incluye la novedad de exponer dos finales alternativos a la trama, de forma que sea el lector el que decida cuál le parece más razonable. 
En 2023 saca al mercado su undécima obra: El regate infinito. Consiste en una atrevida obra de ficción en la que plantea una trama que se origina en el secuestro del futbolista más icónico del planeta a dos meses del comienzo de la Copa del Mundo de Catar. Una de las propuestas literarias más novedosas de esta suculenta novela es que recupera al mítico narrador cervantino, Cide Hamete. En 2024, vuelve a la carga con un thriller espiritual: Kemet. La trama pivota en torno a la Gran Pirámide de Guiza, analiza la condición humana y el exceso de vigilancia que imperará en una sociedad controlada por la inteligencia artificial. Un año después, presenta Cómo llegó Peter Sancho a ser el caudillo mundial, un volumen que engloba la segunda parte de su última, una historia que orbita entre la vida y la muerte y que rastrea la posibilidad de que la humanidad se encuentre en el ocaso de una era.  
Antes de reinventarse como autor y editor, Pinilla había estudiado Filosofía y Periodismo. Trabajó durante diecisiete años en el diario Marca y Radio Marca, además de colaborar con multitud de medios. Cobró especial popularidad su cobertura de las Eurocopas de fútbol de 2008, de 2012, cuando la Selección Española salió campeona. Pinilla inventó entonces una novedosa crónica viajera donde se fijaba un techo de gasto muy ajustado, a fin de convertir su asistencia al evento en una auténtica odisea. Posteriormente repetiría este formato periodístico en otros acontecimientos, como Juegos Olímpicos y Copas Confederaciones.
Pinilla también es cofundador del sitio web de contenidos viajeros Triplannet.com y ha dirigido durante dos años el sitio web ABCViajar, perteneciente al diario ABC. Desde 2016 y hasta quedar en situación de baja laboral debido a las secuelas de su proceso oncológico, ha coordinado el Premio de Relatos Cortos Ciudad de Sevilla, en colaboración con el Ayuntamiento de Sevilla, siendo Alfonso Guerra, exvicepresidente del Gobierno de España, quien ejercía de presidente del jurado del certamen. En sus libros más recientes, Pinilla ha colocado en sus portadas un sello con las siglas IH (inteligencia humana): «La creación artística —y la literatura lo es— no se puede derivar a la IA. ¿Dónde quedará la condición humana si la expresión de nuestros conflictos internos, nuestras esperanzas, miedos y anhelos los derivamos a la máquina? Sería un enorme error, muy peligroso además», ha expresado en los medios.